# Петросян, Валерий Гургенович
Вале́рий Гурге́нович Петрося́н (арм. Վալերի Գ. Պետրոսյան; 19 июня 1941, Нальчик — 10 ноября 2015, там же) — советский и российский физик, доктор педагогических наук, профессор Кабардино-Балкарского государственного университета (КБГУ), директор лицея для одарённых детей при КБГУ, педагог в третьем поколении. В числе его учеников — Андрей Гейм, лауреат Нобелевской премии по физике 2010 года.

## Биография
- 19 июня 1941 года — родился в г. Нальчике. Там же, с золотой медалью окончил школу № 1.

- 1963 — получил диплом специалиста по физике в Кабардино-Балкарском государственном университете (КБГУ)
- С 1963 — преподавал в КБГУ, заведовал кафедрой образовательных технологий[3].
- 1971 — окончил очную аспирантуру МГУ при кафедре «физическая химия».
- 1973 — защитил кандидатскую диссертацию по теме «Диэлектрическая радиоспектроскопия жидких нитрилов и их строение»
- С 1996 — руководил Школой-лицеем для одарённых детей при Кабардино-Балкарском государственном университете[3].
- 2009 — защитил докторскую диссертацию по теме «Решение физических задач с помощью компьютера как составляющая физического образования».
- 10 ноября 2015 года — умер в г. Нальчике.

## Научная и педагогическая деятельность
Автор более 200 работ по физике и методике преподавания физики, в том числе 25 книг, 3 из которых имеют рекомендации УМО. Является одним из авторов «Концепции физического образования в Кабардино-Балкарской республике». В течение шести лет (с 1996) учащиеся школ КБР и отдельных школ России успешно изучали физику в 7-9 классах по учебникам и задачникам по физике, одним из авторов которых он является.
В КБГУ преподавал курсы: 
- «Теория и методика обучения физике»
- «Педагогические предметные технологии»
- «Общая физика» (Механика и теория относительности, Молекулярная физика, Электричество)
- «Научные основы школьного курса физики»
- «Решение задач по физике с помощью компьютера»
- «Методика решения задач с помощью компьютера»
- «Компьютерные технологии в преподавании физики»;

Вёл спецпрактикумы:
- «Моделирование в физике и в школьном курсе физики»
- «Методика и техника школьного физического эксперимента»
- «Практикум по решению физических задач»[3].

Направления научной и педагогической деятельности В. Г. Петросяна не ограничивались физикой и методикой её преподавания. Среди иных интересов  — математика, биология, технология, история, этнография.

## Семья
- Дед — Погос, был директором школы в с. Дашалты Нагорного Карабаха. Этой школе в 2000 году исполнилось 1000 лет[4][неавторитетный источник].
- Отец — Гурген Погосович Петросян, кандидат исторических наук, с 1955 года был деканом физического факультета КГПИ[источник не указан 3259 дней]. В КГПИ (КБГУ) проработал почти 50 лет.
- Дочь — Татьяна Валерьевна Петросян, кандидат экономических наук, более 5 лет преподавала в КБГУ.

## Интересные факты
- Общий стаж работы семьи Петросян в КБГУ в 2007 году стал равным 100 годам.

## Награды
- Знак «Почётный работник общего образования Российской Федерации»[3]
- Почётная грамота Главы Кабардино-Балкарской Республики за заслуги в научно-педагогической деятельности и подготовку высококвалифицированных специалистов[5]
- Лауреат фонда Дмитрия Зимина «Династия» (2008) — в номинации «Наставник будущих учёных»[6].

## Память
Имя В. Г. Петросяна присвоено Школе подготовки к ЕГЭ при Кабардино-Балкарском государственном университете.

## Из воспоминаний
Мощный был и есть физико-математический факультет. Вообще, мало кто знает, что в советское время на физмате разрабатывали десятки закрытых военных тем… Днём преподавали студентам, а вечером шли в лабораторию и работали над наукой…Из воспоминаний В. Г. Петросяна о физико-математическом факультете КБГУ
Папа приехал в Москву в женских туфлях — мама дала. Тогда же денег не было, а поступать надо было. По философии получил «пять». Преподаватели были ошарашены знаниями абитуриента, вызвали ректора, он при нём им отвечал на вопросы — и поставили всё равно пять. А по русскому языку получил двойку. В диктанте сделал около сотни ошибок. Позже встретил ректора МГУ , куда поступал, и рассказал о двойке. Ректор позволил ему переписать диктант. Окончил с отличием, подрабатывал консультированием старшеклассников по «Капиталу» Маркса и строил метро. Рабочие подарили ему ботинки, в которых он ходил ещё 6 лет… Позже отправили его в Баку, но там рабочих мест не было, и пришлось вернуться в Москву. Там предложили Кабардино-Балкарию. Преподавал историю, научный коммунизм и философию в пединституте. После войны пошёл в аспирантуру.Из воспоминаний В. Г. Петросяна о своём отце.
Моим репетитором по физике был профессор университета г. Нальчика Валерий Петросян. Каждое занятие доставляло мне огромное удовольствие. Мы решали множество задач из задачников для вступительных экзаменов в Физтех и даже задачи международных олимпиад. Но особенно полезным был сам подход к решению физических проблем, которому он меня учил: гораздо легче найти решение, если сначала представить себе совокупность возможных ответов.

Большинство задач уровня Физтеха требовали понимания более одной области физики и, как правило, включали в себя несколько логических стадий. Например, в случае решения из пяти ступеней, вероятность решить задачу за короткое время уменьшается, и требуется перепробовать множество путей решения. Однако если попробовать решать задачу с двух сторон, предположив два или три возможных ответа, то пространство возможных путей решения задачи сильно сужается. Это метод, которому я тогда научился и которому всё ещё каждый день следую в своей исследовательской работе, пытаясь соорудить логическую цепочку между тем, что у меня имеется, и тем, что, как я думаю, можно было бы ожидать в каждом конкретном случае. После нескольких месяцев работы мой учитель больше не требовал от меня письменного решения задач. Вместо этого я устно объяснял, как бы я решал конкретную задачу, описывая все логические стадии, необходимые для получения ответа, без описания рутинных деталей. Это позволяло нам двигаться вперёд с невероятной быстротой.Из перевода официальной нобелевской автобиографии А. Гейма
В работе с детьми он руководствовался двумя принципами: во-первых, нет неспособных детей – есть учителя, которые не могут в них увидеть способности, во-вторых, каждый ученик – личность.  Думаю, что это очень важно на этапе становления личности, особенно тогда, когда  ребёнок оказывается  в новой для него обстановке. Уверена: никогда ни один из них в лицее не почувствовал дискомфорта, ибо оказывался в необыкновенно тёплой, дружеской среде, в которой царил совершенно иной уровень общения учителя и обучающегося. Это был абсолютно демократический, доверительный уровень, но в то же время серьёзный, требовательный. Дети всегда чувствовали к себе внимание, повышенный интерес со стороны директора и учителей. Они осознавали, что взрослые для них – старшие товарищи и наставники, что они могут быть услышанными, нет барьера и препятствий  в общении. Валерий Гургенович никогда не позволял себе с кем-либо приказной тон, но его слово было твёрдым, аргументированным,  весомым. Он мог и говорить, и слушать...
Однажды при мне к Валерию Гургеновичу зашла учительница первого класса и сказала, что один из учеников залез во время урока под стол. «Пусть сидит, – сказал  директор,  – пока сам не выйдет!» Валерий Гургенович ненавязчиво давал понять детям, что они имеют право на своё мнение, свою точку зрения. Но лицеисты никогда не злоупотребляли этим правом, наоборот, дорожили доверием учителей, творческой атмосферой в этой необыкновенной школе.
Участвовали в олимпиадах, конкурсах, писали статьи, открывали новые для себя грани в физике, математике, биологии, химии, со своими достижениями и приобретёнными знаниями выезжали в другие города и защищали честь республики. За короткий срок число наград лицеистов на различных олимпиадах и конкурсах достигло 600. Ребята между собой с любовью называли своего мудрого учителя «Петриком», «Волшебником». Он это знал и даже, как мне кажется, гордился этим. Ведь лучшая награда, когда дети принимают учителя как родного  и близкого человека.
Помню, одна из  выпускниц написала в своём сочинении  о нём так: «За неполные три года Валерий Гургенович перевернул наши души. Мы научились у него быть терпеливыми и терпимыми, великодушными и уважающими чужое мнение, мягкими и сострадающими, требовательными к себе и справедливыми к другим. А ведь мы были все разные, и, естественно, нелегко было к каждому из нас подобрать ключик, но он сумел это сделать».Из воспоминаний проректора КБГУ С.К. Башиевой о В. Г. Петросяне.

## Избранные труды
Диссертации
- Петросян В. Г. Решение физических задач с помощью компьютера как составляющая физического образования : автореф. дис. … д-ра пед. наук. Архивная копия от 11 апреля 2016 на Wayback Machine — М., 2009. — 40 с.
- Петросян В. Г. Диэлектрическая радиоспектроскопия жидких нитрилов и их строение : Автореф. дис. … канд. физ.-мат. наук. — М., 1973. — 19 с.

Статьи
- Петросян В. Г. Использование графических возможностей ЭВМ при решении физических задач // Информатика и образование. — 1996. — № 4. — С. 69-79.
- Петросян В. Г. Решение физических задач с помощью компьютера // Информатика в уроках и задачах: приложение к журналу «Информатика и образование». — 1999. — № 4. — С. 3-29.
- Петросян В. Г., Бейтокова Л. Р., Гайтукиева А. У-Г. Решение задач на поиск экстремума методами перебора // Информатика и образование. — 2003. — № 2. — С. 49-56.
- Петросян В. Г., Бейтокова Л. Р., Лихицкая И. В. Решение задач на равноускоренное движение методами перебора // Информатика и образование. — 2002. — № 7. — С. 46-53.
- Петросян В. Г., Газарян Р. М. Межпредметные связи информатики, физики, математики, биологии при решении задач // Информатика и образование. — 1998. — № 8. — С. 63-68.
- Петросян В. Г., Газарян Р. М. Решение задач по алгебре с помощью компьютера // Информатика и образование. — 2004. — № 9. — С. 54-58.
- Петросян В. Г., Газарян Р. М., Бейтокова Л. Р. «Стохастические» задачи преследования // Информатика и образование. — 2003. — № 11. — С. 42-48.
- Петросян В. Г., Газарян Р. М., Любицкий А. А. Бильярд в силовом поле // Информатика и образование. — 2004.- № 2. — С. 66-70.
- Петросян В. Г., Газарян Р. М., Сидоренко Д. А. Моделирование лабораторных работ физического практикума // Информатика и образование. — 1999. — № 2. — С. 59-67.
- Петросян В. Г., Гайтукиева А. У-Г., Шериев А. М. Постановка задачи как форма обучения решению задач с помощью компьютера // Информатика и образование. — 2003. — № 9. — С. 77-82.
- Петросян В. Г., Долгополова Л. В., Захарченко Т. В. Использование ПМК при решении физических задач // Физика в школе. — 1989. — № 5. — С. 62-64.
- Петросян В. Г., Насипов А. Ж., Лепежев К. В. Компьютерная поддержка уроков технологии в V—VI классах // Информатика и образование. — 2003. — № 12. — С. 93-96.
- Петросян В. Г., Перепеча И. Р., Петросян Л. В. Методы решения физических задач на компьютере // Информатика и образование. — 1996. — № 5. — С. 94-99.
- Петросян В. Г., Петросян Т. В. Методы перебора в решении физических задач // Информатика и образование. — 1996. — № 3. — С. 73-83.
- Петросян В. Г., Подлинов Р. В., Пан Е. К. Компьютерный физический практикум в школе // Информатика и образование. — 2001. — № 6. — С. 84-89.
- Петросян В. Г., Поздняков А. В., Долгополова Л. В. Проверка решения задач по механике // Физика в школе. — 1990. — № 5. — С. 179—181.

Монографии
- Насипов А. Ж., Петросян В. Г. Активные методы обучения в школьном технологическом образовании. — Нальчик : Изд-во М. и В. Котляровых (ООО «Полиграфсервис и Т»), 2013. — 231 с. — 500 экз. — ISBN 978-5-93680-689-6
- Петросян В. Г. Решение задач по физике с помощью компьютера. — М : Прометей, 2004. — 175 с. — (Науч. тр. / М-во образования и науки РФ, Моск. пед. гос. ун-т). — 500 экз. — ISBN 5-94845-081-3
- Петросян В. Г., Насипов А. Ж., Петросян Т. В. Проблемные ситуации и ситуационные проблемы : ситуационные задачи в образовании. — Нальчик : Изд-во М. И В. Котляровых, 2014. — 111 с. — 300 экз. — ISBN 5-93680-774-9

Учебные пособия
- Карашаев А. А., Петросян В. Г. Сборник вопросов, задач и упражнений по курсу «Физика и химия». 5 кл. : Учеб. пособие для 5 кл. общеобразоват. учреждений к учеб. А. Е. Гуревича, Д. А. Исаева, Л. С. Понтак «Физика и химия» для 5-6 кл. — Нальчик : Изд. центр «Эль-Фа», 1996. — 83 с. — 3000 экз. — ISBN 5-88195-193-X
- Насипов А. Ж., Петросян В. Г., Хотунцев Ю. Л. Сборник задач по технологии : (8-9 классы) : [учеб. пособие для учащихся, студентов и учителей технологии и предпринимательства] / под ред. Ю. Л. Хотунцева. — Нальчик : Полиграфсервис и Т, 2012. — 103 с. — 500 экз. — ISBN 978-5-93680-594-3
- Насипов А. Ж., Петросян В. Г., Хотунцев Ю. Л. Сборник технологических задач : (5-7-е классы) : [учебное пособие для учащихся и студентов]. — Нальчик : Тетраграф, 2015. — 172 с. — 500 экз. — ISBN 978-5-00066-071-3
- Петросян В. Г. Методика решения задач по физике : Метод. пособие для преподавателей, студентов вузов мл. курсов, учителей физики и учащихся лицеев, гимназий и ст. кл. шк. с физ.-мат. уклоном. — Нальчик : КБГУ, 2003. — 491 с. — 1000 экз. — ISBN 5-7558-0296-3
- Петросян В. Г. Обобщённые методы решения физических задач. — Нальчик : КБГУ, 1997. — 146 с. — 1000 экз. — ISBN 5-7558-0250-5
- Петросян В. Г. Решение физических задач с помощью компьютера в средней школе : [Учеб. пособие по физике и информатике]. — Нальчик : КБГУ, 1997. — 142 с. — 1000 экз. — ISBN 5-7558-0239-4
- Петросян В. Г. Решение физических задач с помощью компьютера : метод. пособие для преподавателей, студентов вузов мл. курсов, учителей физики и учащихся лицеев, гимназий и ст. кл. шк. с физ.-мат. уклоном. — Нальчик : Кабард.-Балкар. гос. ун-т им. Х. М. Бербекова, 2003. — 255 с. — 1000 экз. — ISBN 5-7558-0295-5
- Петросян В. Г. Решение физических задач эвристическим методом и развитие творческих способностей учащихся : [Учеб. пособие]. — Нальчик : КБГУ, 1997. — 125 с. — 1000 экз. — ISBN 5-7558-0249-1 — Нальчик : Кабард.-Балкар. гос. ун-т, 2000. — 235 с. — 300 экз. — ISBN 5-7558-0078-2
- Петросян В. Г., Долгополова Л. В., Лихицкая И. В. Методы расчётов резисторных схем. — Нальчик : КБГУ, 2000. — 59 с. — 200 экз. — ISBN 5-755S-0062-6
- Петросян В. Г., Карашаев А. А., Мальбахов А. М.  Сборник вопросов, задач и упражнений по физике : 8 кл. : Учеб. пособие. — Нальчик : Поматур, 2000. — 93 с. — 10000 экз. — ISBN 5-89701-013-7
- Петросян В. Г., Карашаев А. А., Мальбахов А. М. Сборник вопросов, задач и упражнений по физике : 9 кл. : Учеб. пособие для учащихся 9 кл. сред. шк. — Нальчик : Поматур, 2000. — 95 с. — 8000 экз. — ISBN 5-89701-015-3
  - — Нальчик ; М. : Поматур, 2002. — 95 с. — 5000 экз. — ISBN 5-86208-095-3
- Петросян В. Г., Карашаев А. А., Хоконов Х. Б. Сборник вопросов, задач и упражнений по физике. 7 класс : Учеб. пособие. — Нальчик : Поматур, 1999. — 80 c. — 10000 экз. — ISBN 5-89701-010-2
- Петросян В. Г., Лотарев Д. Т. Диалоговый пакет прикладной программы «EUREKA» : Для IBM совместимых ПЭВМ и персон. систем : Учеб.-метод. пособие. — М : Б. и., 1990. — 80 с. — 100 экз.
- Петросян В. Г., Насипов А. Ж., Гагиева Э. Л. Проблемное обучение и решение задач : учебное пособие. — Нальчик : Изд-во М. и В. Котляровых (Полиграфсервис и Т), 2013. — 127 с. — 500 экз. — ISBN 5-93680-640-7
- Петросян В. Г., Насипов А. Ж., Газарян Р. М. [и др.] Треникум : сборник развивающих задач и упражнений (1 класс) : учеб. пособие для учащихся начальной школы. — Нальчик : Кабардино-Балкарский гос. ун-т, 2004. — 63 с. — (Начальная школа). — (Библиотечка лицея КБГУ). — 350 экз.
- Петросян В. Г., Хоконов Х. Б., Мальбахов А. М., Карашаев А. А. Физика : 7 кл. : Учеб. пособие [для общеобразоват. учреждений]. — Нальчик : Поматур, 1999. — 160 с. — 10000 экз. — ISBN 5-89701-009-9
- Петросян В. Г., Хоконов Х. Б., Мальбахов А. М., Карашаев А. А., Поздняков А. В. Физика : 8 класс. — Нальчик: Поматур, 1999. — 191 с.
  - Физика : 8 кл. : Учеб. пособие. — 2-е изд., перераб. — Нальчик ; М. : Книга Поматур, 2000. — 223 с. — 13000 экз. — ISBN 5-89701-014-5
- Петросян В. Г., Хоконов Х. Б., Мальбахов А. М. и др. Физика : 9 кл. : Учеб. пособие. — Нальчик : Поматур, 2000. — 207 с. — 8000 экз. — ISBN 5-89701-015-3
  - — Нальчик : Поматур, 2002. — 206 с. — 5000 экз. — ISBN 5-89701-014-5
  - — Нальчик : Поматур, 2003. — 208 с.